# Microconsole

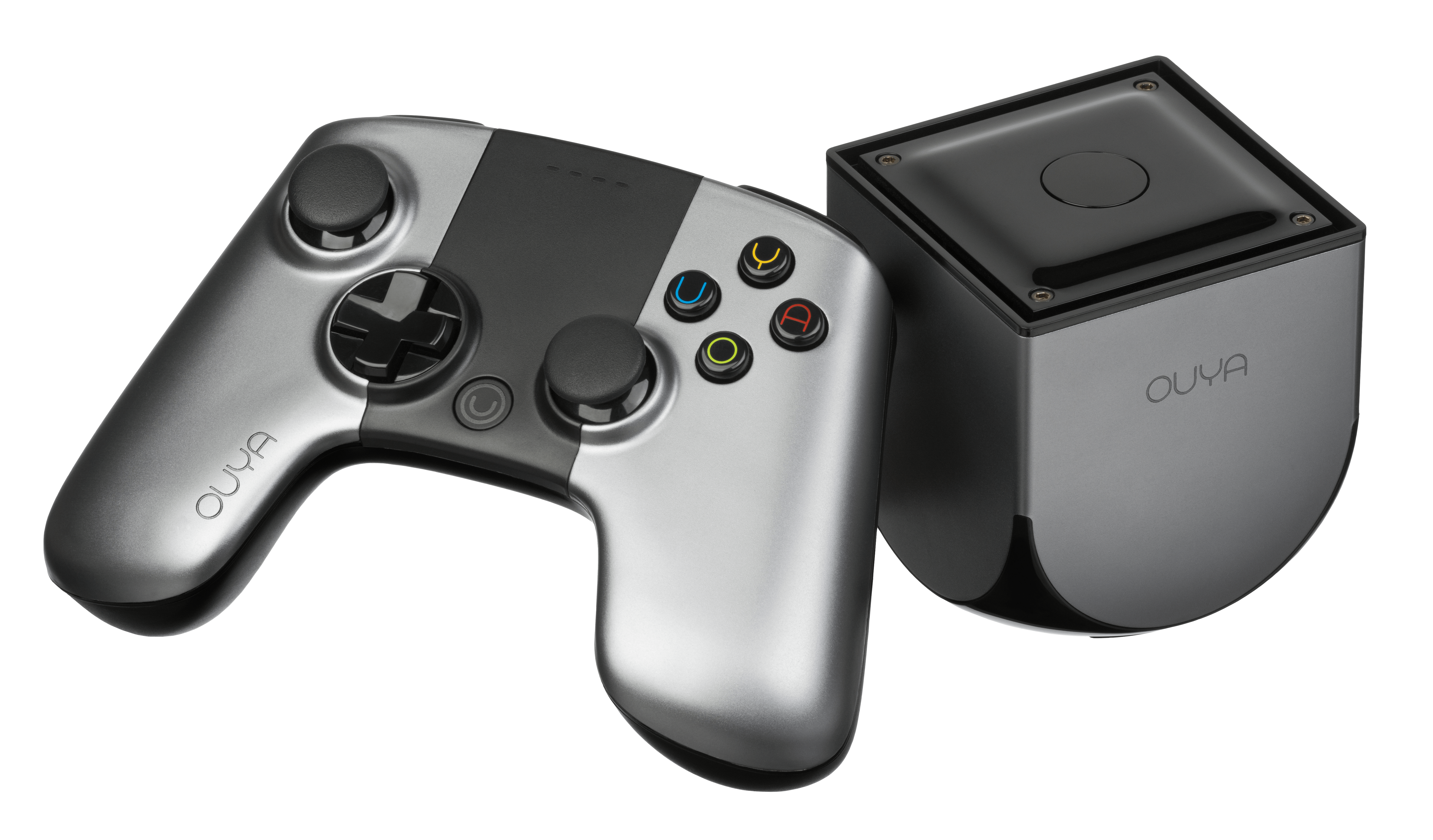
La Ouya est une microconsole peu coûteuse basée sur le système d'exploitation d'Android.

Le terme microconsole fait référence à un type de console de jeux vidéo.
Bon nombre de dispositifs pour lesquels le terme est utilisé pour les décrire sont des consoles à bas coûts basés sur le système d'exploitation d'Android. Ces appareils sont généralement conçus pour se connecter à une télévision et permettent de jouer à des jeux vidéo téléchargés à partir d'un magasin d'applications, tel que le Google Play.

## Origines
À la fin de l'année 2010, OnLive, une startup de jeu à la demande, publie MicroConsole, un adaptateur de télévision et contrôleur de jeu sans fil qui relie son service de jeux sur ordinateur avec un téléviseur grâce à une diffusion en streaming des données. En 2012, Google lance la Nexus Q, appareil qui fut un échec pour la marque, suivi plus tard de la  Ouya. En 2013, LG et PlayJam lance leur propre console Android sur Kickstarter, la GameStick, Suivi en 2014 de Huawei avec sa console 
Tron et Asus avec sa Nexus Player, toujours de chez Google. Enfin en 2015 Nvidia lance sa Shield TV.